# Halte de Saint-Georges-de-la-Rivière

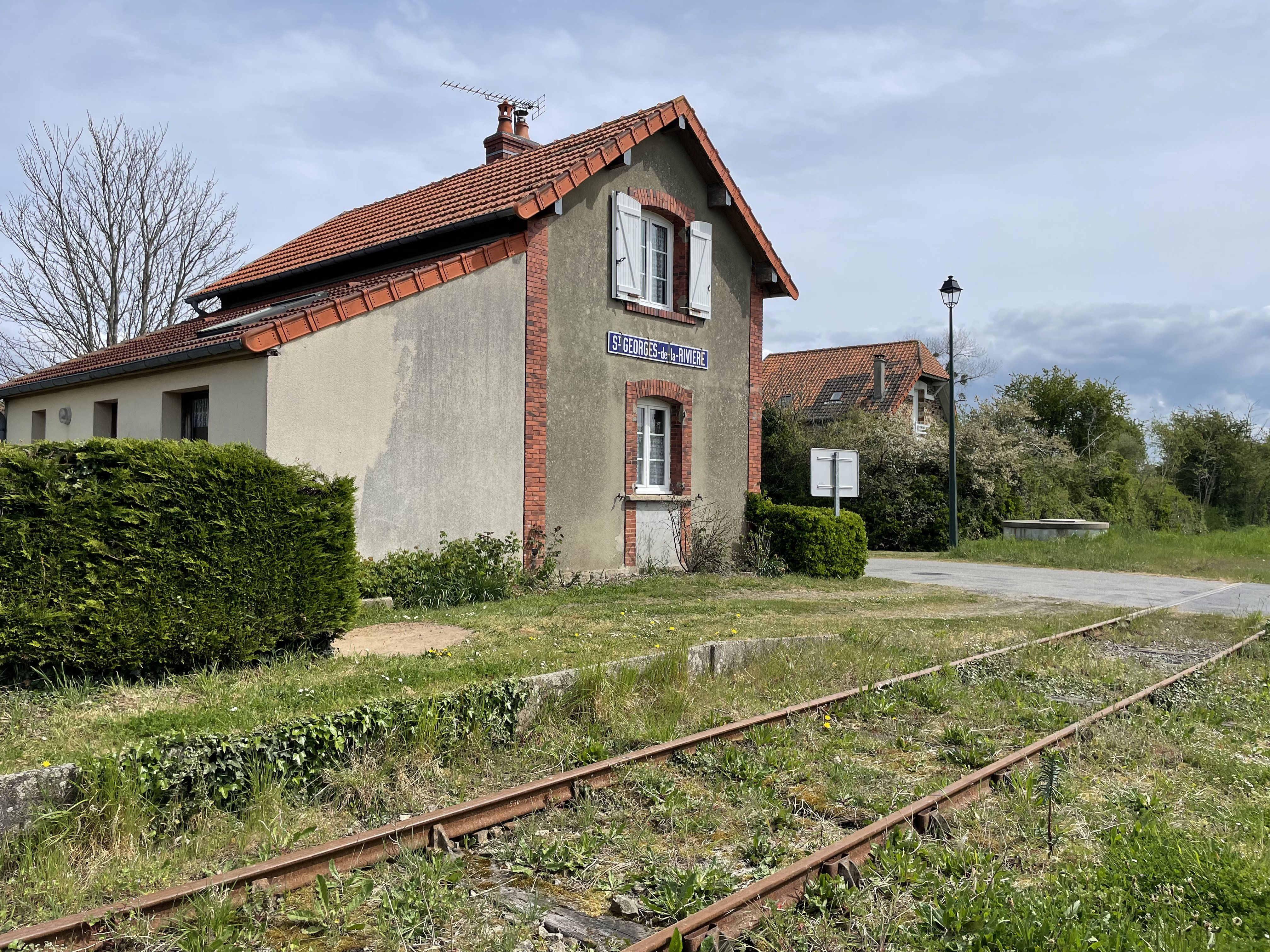
Vue actuelle de la gare de Saint Georges de la rivière désormais réhabilitée en gite

La Gare de Saint-Georges-de-la-Rivière est une ancienne halte ferroviaire française de la ligne de Carentan à Carteret, située sur le territoire de la commune de Saint-Georges-de-la-Rivière, dans le département de la Manche en région Normandie. 
Elle est mise en service en 1897 par la Compagnie des chemins de fer de l'Ouest. La voie ferrée est toujours présente sur la commune, elle est utilisée par le Train touristique du Cotentin qui organise un arrêt à Saint-Georges-de-la-Rivière.

## Situation ferroviaire
Établie à 8 m d'altitude, la halte de Saint-Georges-de-la-Rivière était située au point kilométrique (PK) 351,430 de la ligne de Carentan à Carteret, entre les gares de Port-Bail et de Barneville. 

## Histoire
Dans sa séance du 16 avril 1890 le Conseil général de la Manche émet un vœu pour l'établissement d'un point de « stoppage » des trains de voyageurs à la maison de garde-barrière du passage à niveau de la rue Bonvalet. La commission accompagne ce vœu d'un argumentaire : « la maison de garde de Saint-Georges-la-Rivière se trouve située à une distance à peu près égale entre la halte de Barneville et la gare de Portbail, distantes l'une de l'autre de 7 kilomètres. La maison du garde est à 150 mètres environ des premières maisons du chef-lieu de Saint-Georges-la-Rivière qui compte : une agglomération de 200 habitants environ, 5 auberges et un débit de tabac, et deux marchands d'épicerie et mercerie. Des délibérations et pétitions ont été prises et signées en ce sens par les habitants des communes de Saint-Georges-la-Rivière, Saint-Pierre-d'Arthéglise, Saint-Maurice, La Haye-d'Ectot, Fierville et Saint-Martin-du-Mesnil. La commune de Saint-Georges-la-Rivière s'engage à payer tous les frais qui pourraient être occasionnés par cette installation ».
Le 10 février 1897, une halte est mise en service, elle est ouverte au service des voyageurs et aux transports grande vitesse.
Septembre 1971 : Suppression du service Omnibus de la ligne, l'arrêt de Saint Georges ne sera plus desservi...
Le 27 mai 1979 la Société nationale des chemins de fer français (SNCF) met fin au trafic ferroviaire sur le tronçon de La Haye-du-Puits à Carteret.
Le 23 juin 1990 réouverture par le Train touristique du Cotentin de la voie ferrée entre Port-Bail et Carteret. La halte n'est pas remise en service, mais un arrêt facultatif, à la demande, est prévu lors du passage à Saint-Georges-de-la-Rivière.
Le 6 août 2010, le conseil municipal émet un vote favorable à la proposition du Conseil Général concernant une convention pour la voie ferrée et ses emprises entre Porbail et Barneville-Carteret. Il se prononce pour une solution permettant au Train touristique du Cotentin d'en poursuivre l'exploitation.

## Service train touristique
L'association du Tourisme et Chemin de Fer de la Manche (ATCM) prévoit dans ses horaires un arrêt du Train touristique du Cotentin.

## Réutilisation du bâtiment
Aujourd'hui l’ancienne halte de Saint-Georges-de-la-Rivière a été réhabilitée en gîte touristique. Le bâtiment, restauré tout en conservant son charme d’origine, est désormais disponible à la location saisonnière.